# Dialeurodes evodiae
Dialeurodes evodiae là một loài côn trùng cánh nửa trong họ Aleyrodidae, phân họ Aleyrodinae.
Dialeurodes evodiae được Corbett miêu tả khoa học đầu tiên năm 1935.